# Камынино (Тульская область)
Камынино — село в Плавском районе Тульской области России.
В рамках административно-территориального устройства является центром Камынинского сельского округа Плавского района, в рамках организации местного самоуправления является административным центром Камынинского сельского поселения.

## География
Расположено на реке Плава, в 4 км к юго-востоку от города Плавска и в 61 км к юго-западу от центра Тулы.

## Население
| 2002 | 2010 |
| ---- | ---- |
| 572  | ↘517 |

Население — 517 чел. (2010).